# خورخي ألفارادو
خورخي ألفارادو (بالإسبانية: Jorge Alvarado)‏ هو لاعب كرة قدم ومدرب كرة قدم تشيلي، ولد في 22 فبراير 1980 في بويرتو مونت في تشيلي. لعب مع لاسيرينا.

## وصلات خارجية
- خورخي ألفارادو على موقع قاعدة بيانات كرة القدم.إي يو (الإنجليزية)
- خورخي ألفارادو على موقع Soccerway.com (الإنجليزية)
- خورخي ألفارادو على موقع عالم كرة القدم.نت (الإنجليزية)